# Gontchomé Sahoulba
Gontchomé Sahoulba (1916-1963) regeringschef i Tchad 11. februar- 12. marts 1959.

## Eksternt link
- Africa Database Arkiveret 27. august 2006 hos  Wayback Machine